# Římskokatolická farnost Zdislavice
Římskokatolická farnost Zdislavice je jedno z devíti územních společenství římských katolíků ve vlašimském vikariátu s farním kostelem sv. Petra a Pavla. Správcem farnosti je administrátor excurrendo Ing. Mgr. Robert Benno Štěpánek, který administruje farnost Louňovice pod Blaníkem.

## Kostely farnosti
| Kostel                          | Místo      | Bohoslužba             | Bohoslužba             | Poznámka        |
| ------------------------------- | ---------- | ---------------------- | ---------------------- | --------------- |
| Kostel svatého Petra a Pavla    | Načeradec  | neděle středa          | 11.00 16.30            | filiální kostel |
| Kaple Panny Marie Sedmibolestné | Načeradec  | neslouží se pravidelně | neslouží se pravidelně | kaple           |
| Kaple Nejsvětější Trojice       | Daměnice   | neslouží se pravidelně | neslouží se pravidelně | kaple           |
| Kostel svatého Jana Křtitele    | Pravonín   | neděle čtvrtek         | 09.45 09.00            | filiální kostel |
| Kostel svatého Petra a Pavla    | Zdislavice | neděle úterý pátek     | 08.00 17.00 (18.00)    | farní kostel    |
| Kaple Nalezení svatého Kříže    | Miřetice   | neslouží se pravidelně | neslouží se pravidelně | kaple           |
| Kaple svatého Václava           | Bolina     | neslouží se pravidelně | neslouží se pravidelně | kaple           |
| Kaple svatého Jana Nepomuckého  | Rataje     | neslouží se pravidelně | neslouží se pravidelně | kaple           |
| Kaple Povýšení svatého Kříže    | Řimovice   | neslouží se pravidelně | neslouží se pravidelně | kaple           |
| Kaple svatého Jana Nepomuckého  | Slavětín   | neslouží se pravidelně | neslouží se pravidelně | kaple           |